# Lucius Cassius Longinus Ravilla
Lucius Cassius Longinus Ravilla (Kr. e. 2. század) római politikus, az előkelő, plebeius származású Cassia gens tagja. Édesapja, Quintus Cassius Longinus Kr. e. 164-ben volt consul.
Agnomenjét onnan kapta, hogy szeme szürke volt (latinul ravi oculi = szürke szemek).
Kr. e. 137-ben néptribunus volt, és javasolta a titkos szavazás bevezetését (tabellaria lex). Két évvel korábban Gabinius már előállt ezzel a javaslattal. A Ravilla által hozott törvény értelmében bevezették a titkos szavazást azon bűnügyi tárgyalásokra – kivéve a hazaárulást –, ahol az egész népgyűlés ítélkezett. Az optimaták elégedetlenek voltak a törvénnyel, mivel jelentős mértékben vesztettek befolyásukból a comitián. Mindenesetre a Cassiusok nemzetsége ezt az eseményt számos pénzérméjén megörökítette.
Kr. e. 127-ben Ravilla idősebb Lucius Cornelius Cinna (a híres Cinna apja) consultársa volt, majd két évre rá, Kr. e. 125-ben censor lett Cnaeus Servilius Caepio kollégájaként. Bíráskodásukra rendkívüli szigor volt a jellemző, hogy Longinust a vádlók sziklájának (scopulus reorum) nevezték el. Mindemellett Ravillát feddhetetlen és igazságos embernek tartották. Állítólag minden tárgyaláson azt kérdezte meg, hogy milyen tárggyal követték el a bűntényt.
Megbecsültségét jelzi, hogy Kr. e. 113-ban őt kérték fel bizonyos vérfertőzési ügyekben ítélkezni. A nép ugyanis úgy vélte, hogy a pontifexek helytelenül mentettek fel két Vesta-szüzet, Liciniát és Marciát, míg egy társukat, Aemiliát pedig elítéltek. Ravilla azonban nem csak Liciniát és Marciát ítélte el, hanem sok mást is, és kegyetlenségével ezúttal kivívta a nép ellenszenvét.
Két fia, Lucius és Caius a néptribunusi, illetve a consuli rangot nyerte el.
| Elődei: Cnaeus Octavius és Titus Annius Rufus | Consul i. e. 127 collega: Lucius Cornelius Cinna | Utódai: Marcus Aemilius Lepidus és Lucius Aurelius Orestes |